# Italian Series of Poker 2011
Le Italian Series of Poker 2011 si sono tenute dal 16 al 28 maggio 2011 a Nova Gorica, in Slovenia, presso il casino Perla. Si è trattata della 2ª edizione dei Campionati Italiani, che ha visto la partecipazione di circa 700 partecipanti suddivisi in 15 tornei.
Il Main Event ha visto la partecipazione di 109 giocatori e ha laureato come campione italiano Cristiano Guerra che ha avuto la meglio su Francesco Esposito. In evidenza il terzo posto della giovane promessa Dario Sammartino.

## Edizione 2 - Main Event 2011

### Campionati Italiani 2011[3]
- Luogo: Casino Perla, Nova Gorica
- Buy-in: € 1,100
- Data: 3 novembre, 2011
- Partecipanti: 109
- Montepremi: € 107,910
- Giocatori a premio: 11

| Tavolo finale | Tavolo finale      | Tavolo finale |
| Posizione     | Nome               | Premio        |
| ------------- | ------------------ | ------------- |
| 1             | Cristiano Guerra   | € 23,286      |
| 2             | Francesco Esposito | € 22,000      |
| 3             | Dario Sammartino   | € 20,000      |
| 4             | Daniele Guidetti   | € 9,172       |
| 5             | Daniel Hauptfeld   | € 7,554       |
| 6             | Dalibor Korodi     | € 6,475       |
| 7             | Flavio Bano        | € 5,396       |
| 8             | Salvatore Elia     | € 4,316       |